# 莫綺霞
莫綺霞（英語：Mok Yee-ha，1961年—），香港民主派人士，前香港黃大仙區議會慈雲東選區議員。

## 政治生涯
2019年11月24日，莫綺霞首度參與區議會選舉，在慈雲東選區以4,709票，擊敗獲得3,624票，尋求連任的民建聯何漢文，成功當選。